# Iban León i Llop
Iban León i Llop   (Castelló de la Plana, 11 de gener de 1975), de nom de ploma Iban L. Llop, és un poeta valencià en llengua catalana. Doctorat en filologia catalana, ha exercit com a professor de llengua catalana a la Universitat de Salern i de llengua espanyola a dues universitats de Nàpols. Des del 2007 és professor de llengua catalana a la Universitat de Sàsser. També ha exercit com a traductor de l'italià al català i col·labora amb l'Ateneu Alguerès organitzant esdeveniments culturals, i cursos de cursos de llengua i literatura. Entre d'altres, ha estat guardonat Mestre en Gai Saber al Certamen Literari Ciutat de Castelló de 1999 i amb el Premi Ausiàs March de poesia. Col·labora amb Òmnium Cultural de l'Alguer.

## Obres destacades
- Des d'una habitació sense llum (1996)
- Fustes corcades (1998, premi Martí Dot 1997)
- Pell de salobre (1999, premi Salvador Espriu per a poetes joves 1998)
- Blue Hotel (2000, premi de Poesia Miquel Àngel Riera 1999)[5]
- Llibre de Nàpols (2003, premi Ausiàs Marc de poesia de Gandia 2002).
- Crònica de Calàbria (2009, premi Alfons el Magnànim de poesia)
- Batalles de Sardenya (2011, premi Ibn Jafadja Ciutat d'Alzira)
- Sala d'espera (2012, premi Vila d'Almussafes - Marc Granell de poesia)